# Řád jasného nefritu
Řád jasného nefritu (čínsky 采玉大勳章) je nejvyšší civilní státní vyznamenání Tchaj-wanu. Založen byl roku 1933 a udílen je cizím hlavám států prezidentem Čínské republiky.

## Historie a pravidla udílení
Řád byl založen 22. prosince 1933. Udílen je výhradně cizím hlavám států. Řád je udílen úřadujícím prezidentem Čínské republiky, který sám na začátku svého funkčního období obdrží řádové insignie. Původně byl řád rozdělen do dvou samostatných vyznamenání, do Velkého řádu jasného nefritu a Řádu jasného nefritu, který byl udílen v devíti třídách.

## Insignie
Řádový odznak má pravidelný pětiúhelný tvar s kulatým medailonem uprostřed. Odznak je vykládán nefritem lemovaným zlatem a perlami. V medailonu je státní znak Tchaj-wanu, tedy bílé slunce obklopené modrou oblohou.
Stuha je červená.

## Kontroverze kolem názvu řádu
Řád byl založen v době vlády Kuomintangu a jeho formální název je Vybraný velký nefritový řád (采玉大勳章). První část tohoto názvu 王采玉 připomíná matku vůdce Kuomintangu Čangajška. Po konci výlučné vlády Kuomintangu na Tchaj-wanu na přelomu 80. a. 90. let 20. století došlo k opětovným snahám opozičních stran o přejmenování tohoto řádu. Dne 22. září 2017 předložili dva poslanci návrh zákona, kterým mělo být vyznamenání přejmenováno na Řád Velkého Jü-šanu. Pojmenován měl být po nejvyšší tchajwanské hoře Jü-šan. Podle těchto poslanců byl Čangajšek diktátor a jeho matka neměla žádné spojení s Tchaj-wanem. Zákon však nebyl schválen.